# Leonard (Missouri)
Leonard és una població dels Estats Units a l'estat de Missouri. Segons el cens del 2000 tenia 66 habitants.

## Demografia
Segons el cens del 2000, Leonard tenia 66 habitants, 29 habitatges, i 18 famílies. La densitat de població era de 79,6 habitants per km².
Dels 29 habitatges en un 31% hi vivien nens de menys de 18 anys, en un 58,6% hi vivien parelles casades, en un 3,4% dones solteres, i en un 37,9% no eren unitats familiars. En el 37,9% dels habitatges hi vivien persones soles el 27,6% de les quals corresponia a persones de 65 anys o més que vivien soles. El nombre mitjà de persones vivint en cada habitatge era de 2,28 i el nombre mitjà de persones que vivien en cada família era de 3,06.
Per edats la població es repartia de la següent manera: un 22,7% tenia menys de 18 anys, un 4,5% entre 18 i 24, un 27,3% entre 25 i 44, un 24,2% de 45 a 60 i un 21,2% 65 anys o més.
L'edat mediana era de 42 anys. Per cada 100 dones de 18 o més anys hi havia 59,4 homes.
La renda mediana per habitatge era d'11.250 $ i la renda mediana per família de 4.821 $. Els homes tenien una renda mediana de 71.250 $ mentre que les dones 13.750 $. La renda per capita de la població era de 13.067 $. Entorn del 53,8% de les famílies i el 35,3% de la població estaven per davall del llindar de pobresa.

## Poblacions més properes
El següent diagrama mostra les poblacions més properes.